# Asteroidna luna
Asteroidna luna je asteroid, ki kroži okoli drugega asteroida kot naravni satelit. Veliko asteroidov ima lune, nekatere so lahko tudi precej velike. Odkrivanje asteroidnih lun je zelo pomenbno. Iz njihovih tirnic lahko določamo njihovo gostoto in maso.
Asteroide z luno imenujemo dvojne asteroide. Ta izraz uporabljamo ne glede na to kako veliki sta posamezni komponenti asteroidnega sistema. Kadar je eno telo precej večje od drugega, ga imenujemo glavno (primarno) telo, drugo (manjše) pa drugotno (sekundarno).

## Izvor
Izvor asteroidnih lun ni znan, čeprav obstoja veliko število domnev, ki hočejo njihov nastanek pojasniti. Splošno je priznano, da so asteroidne lune nastale iz nastalih teles ob trku asteroida z drugim asteroidom. Nastanek takega sistema je omejeno z vrtilno količino teles, ki sistem sestavljajo. Ta model je dober za sistem Pluton – Haron, manj dober pa je za sisteme, ki jih sestavljajo po velikosti primerljiva telesa. Razdalja med posameznimi članicami sistema asteroidnih lun je lahko od 1 km (pri 243 Ida, 3749 Balam) do preko 3000 km (pri 379 Huena). Pri čezneptunskih telesih je ta razdalja od 3000 do 50.000 km.

## Odkrivanje
Prva asteroidna luna je bila Daktil, ki kroži okoli asteroida 243 Ida. Odkrila jo je sonda Galileo v letu 1993. Druga 45 Evgenija je bila odkrita leta 1998.
Do leta 2006 je bilo odkrito večje število asteroidnih lun.
Najdemo jih: 
- v asteroidnem pasu,
- med Trojanci,
- med asteroidi, ki sekajo Zemeljino tirnico (blizuzemeljski asteroidi)
- v Kuiperjevem pasu.

Prvo odkrito dvojno čezneptunsko telo je bilo 1998 WW31. Do februarja 2004 so odkrili še 37 asteroidnih lun z uporabo daljnogledov na Zemlji. Leta 2005 je bil odkrit prvi asteroid, ki je imal dve luni, to je bil asteroid 86 Silvija. Istega leta je bil odkrit tudi prvi asteroid iz Kuiperjevega pasu, ki ima dve luni.
Asteroid 90 Antiopa je sistem dveh skoraj enakih asteroidov.

## Zanimivi asteroidi z lunami
| Ime glavnega telesa | Tip tirnice       | Premer glav. telesa (km) (mere) | Ime lune             | Premer lune (km) (mere) | Razdalja med paroma (km) |
| ------------------- | ----------------- | ------------------------------- | -------------------- | ----------------------- | ------------------------ |
| 22 Kaliopa          | Asteroidni pas    | (215×180×150)                   | Linus                | 38 ± 6                  | 1065 ± 8                 |
| 45 Evgenija         | Asteroidni pas    | 214,6 ± 4,2 (305×220×145)       | Mali princ           | 12,7 ± 0,8              | 1184 ± 12                |
| 87 Silvija          | Asteroidni pas    | (385×265×230)                   | Rem (Silvija II)     | 7 ± 2                   | 706 ± 5                  |
| 87 Silvija          | Asteroidni pas    | (385×265×230)                   | Romul (Silvija I)    | 18 ± 4                  | 1356 ± 5                 |
| 90 Antiopa          | Asteroidni pas    | 110 ± 16                        | S/2000 (90) 1        | 110 ± 16                | 170 ± 1                  |
| 121 Hermiona        | Asteroidni pas    | (254×125)                       | S/2002 (121) 1       | 12 ± 4                  | 768 ± 11                 |
| 243 Ida             | Asteroidni pas    | (59,8×25,4×18,6)                | Daktil               | (1,6 × 1,4 × 1,2)       | 108                      |
| 283 Ema             | Asteroidni pas    | 148,1 ± 4,6                     | S/2003 (283) 1       | 12                      | 596 ± 3                  |
| 617 Patroklej       | Jupitrov Trojanec | 121,8 ± 3,2                     | Menoet               | 112,6 ± 3,2             | 685 ± 40                 |
| 762 Pulkova         | Asteroidni pas    | 137,1 ± 3,2                     | S/2000 (762) 1       | 20                      | 810                      |
| 1313 Berna          | Asteroidni pas    | 11                              | S/2004 (1313) 1      | 11                      | 35                       |
| Čezneptunska telesa |                   |                                 |                      |                         |                          |
| (47171) 1999 TC36   | Plutino           | 590?                            | S/2001 (47171) 1     | 250?                    | 7640 ± 460               |
| 58534 Logos         | Kubevan           | 80                              | Zoe                  | 66                      | 8.010 ± 80               |
| 65489 Keto          | Razpršeni disk    | 193?                            | Fork                 | 146?                    | 1.842 ± 46               |
| (79360) 1997 CS29   | Kubevan           | 305                             | S/2005 (79360) 1     | 292                     | 2300                     |
| (82075) 2000 YW134  | Razpršeni disk    | 431                             | S/2005 (82075) 1     | 237                     | 1900                     |
| Pluton              | Plutino           | 2306 ± 20                       | Haron (Pluton I)     | 1207 ± 3                | 19.571 ± 4               |
| Pluton              | Plutino           | 2306 ± 20                       | Niks (Pluton II)     | 44-130                  | 48.675 ± 120             |
| Pluton              | Plutino           | 2306 ± 20                       | Hidra (Pluton III)   | 44-130                  | 64.780 ± 90              |
| Haumea (Santa)      | Kubevan           | 1400                            | Hiʻiaka              | 310                     | 49.500 ± 400             |
| Haumea (Santa)      | Kubevan           | 1400                            | Namaka               | 170                     | 39.300                   |
| Erida               | Razpršeni disk    | 2400 ± 100                      | Disnomija            | 300-400                 | 30.000-36.000            |
| 1998 WW31           | Kubevan           | 133 ± 15                        | S/2000 (1998 WW31) 1 | 110 ± 12                | 22.300 ± 800             |
| 2001 QG298          | Plutino           | 260×205×185                     | S/2000(2001 QG298 1  | 265×160×150             | 400                      |